# Muricea galapagensis
Muricea galapagensis är en korallart som beskrevs av Elisabeth Deichmann 1941. Muricea galapagensis ingår i släktet Muricea och familjen Plexauridae. Inga underarter finns listade i Catalogue of Life.